# SGA 인천
SGA 인천(SGA Incheon)는 대한민국의 카트라이더 러쉬플러스, 배틀그라운드 모바일 프로게임단이다. 이전에는 배틀그라운드, 오버워치, 레인보우 식스 시즈, 크레이지레이싱 카트라이더 프로게임단을 운영했다.

## 연혁

### 배틀그라운드
- 2019년 5월 20일 : Seoul Game Academy 창단
- 2020년 : Team Enormous로 팀명 변경
- 2020년 상반기 : 해체

### 오버워치
- 2020년 7월 7일 : SGA eSPORTS 창단
- 2021년 상반기 : 해체

### 레인보우 식스 시즈
- 2020년 7월 7일 : SGA eSPORTS 창단
- 2021년 5월 17일 : 인천광역시의 네이밍 스폰 계약 체결에 의해 SGA Incheon으로 팀명 변경
- 2021년 7월 29일 : 해체

### 크레이지레이싱 카트라이더
- 2019년 1월 5일 : Xquare 창단
- 2020년 7월 17일 : 서울게임아카데미에 인수 및  SGA eSPORTS로 정식 창단
- 2021년 5월 17일 : 인천광역시의 네이밍 스폰 계약 체결에 의해 SGA Incheon으로 팀명 변경
- 2021년 12월 30일 : 활동을 잠정 중단함.

### 카트라이더 러쉬플러스
- 2021년 6월 3일 : SGA Incheon 창단

## 주요 성적

### 배틀그라운드
- 2019 인텔 펍지 코리아 컨텐더스 페이즈 2 13위
- 2019 인텔 펍지 코리아 컨텐더스 페이즈 3 11위
- 배틀그라운드 스매쉬컵 시즌 1 22위

### 오버워치
- ZOTAC컵 오버워치 2020 우승
- 2020 오버워치 컨텐더스 트라이얼 코리아 시즌 2 8위

### 레인보우 식스 시즈
- 레인보우 식스 코리안 오픈 서머 2020 5위
- 레인보우 식스 코리안 오픈 어텀 2020 준우승
- 레인보우 식스 코리안 오픈 윈터 2020 5위
- 레인보우 식스 코리안 오픈 스프링 2021 우승
- 레인보우 식스 코리안 오픈 서머 2021 5위

### 크레이지레이싱 카트라이더

#### 팀전
- 넥슨 카트라이더 리그 2019 시즌 1 8위
- 2020 SKT JUMP 카트라이더 리그 시즌 1 8위
- 2020 SKT 5GX JUMP 카트라이더 리그 시즌 2 6위
- 2021 신한은행 헤이영 카트라이더 리그 시즌 2 4위
- 2021 신한은행 헤이영 카트라이더 리그 수퍼컵 7위

#### 개인전
- 2021 신한은행 헤이영 카트라이더 리그 시즌 1 15위 (김정제)
- 2021 신한은행 헤이영 카트라이더 리그 시즌 1 24위 (장건)
- 2021 신한은행 헤이영 카트라이더 리그 시즌 2 20위 (한승철)
- 2021 신한은행 헤이영 카트라이더 리그 수퍼컵 9위 (김정제)

### 카트라이더 러쉬플러스

#### 팀전
- 2021 신한은행 헤이영 카트라이더 러쉬플러스 리그 시즌 1 3위
- 2021 신한은행 헤이영 카트라이더 러쉬플러스 리그 시즌 2 3위
- 2022 신한은행 헤이영 카트라이더 러쉬플러스 리그 시즌 1 4위
- 2022 신한은행 쏠 카트라이더 러쉬플러스 리그 시즌 2 우승

#### 개인전
- 2021 신한은행 헤이영 카트라이더 러쉬플러스 리그 시즌 1 10위 (VEGA)
- 2021 신한은행 헤이영 카트라이더 러쉬플러스 리그 시즌 1 11위 (WINKLE)
- 2021 신한은행 헤이영 카트라이더 러쉬플러스 리그 시즌 1 12위 (ABSOL)
- 2021 신한은행 헤이영 카트라이더 러쉬플러스 리그 시즌 2 9위 (ABSOL)
- 2021 신한은행 헤이영 카트라이더 러쉬플러스 리그 시즌 2 11위 (DANGNI)
- 2021 신한은행 헤이영 카트라이더 러쉬플러스 리그 시즌 2 12위 (SEONGSU)
- 2022 신한은행 헤이영 카트라이더 러쉬플러스 리그 시즌 1 3위 (VEGA)
- 2022 신한은행 헤이영 카트라이더 러쉬플러스 리그 시즌 1 10위 (DONGI)
- 2022 신한은행 헤이영 카트라이더 러쉬플러스 리그 시즌 1 11위 (DANGNI)
- 2022 신한은행 쏠 카트라이더 러쉬플러스 리그 시즌 2 3위 (LIGHT)
- 2022 신한은행 쏠 카트라이더 러쉬플러스 리그 시즌 2 7위 (SORYEONG)
- 2022 신한은행 쏠 카트라이더 러쉬플러스 리그 시즌 2 8위 (SEONGSU)
- 2022 신한은행 쏠 카트라이더 러쉬플러스 리그 시즌 2 11위 (HELLEN)

## 소속 선수

### 카트라이더 러쉬플러스
- 감독: 이승민

| 이름   | 아이디   | 포지션        | 비고 |
| ------ | -------- | ------------- | ---- |
| 김성수 | SEONGSU  | 스피드 에이스 |      |
| 황희준 | SORYEONG | 러너          |      |
| 김윤수 | LIGHT    | 스위퍼        |      |
| 최준영 | HELLEN   | 하이브리드    | 주장 |
| 이준석 | BAZZI    | 아이템 에이스 |      |

## 같이 보기
- 카트라이더 리그
- 카트라이더 러쉬플러스 리그